# Lijst van oorlogsmonumenten in Horst aan de Maas
De Nederlandse gemeente Horst aan de Maas heeft 37 oorlogsmonumenten. Hieronder een overzicht.
| Nr.                             | Object                                                     | Herdachte groep                                                                        | Ontwerper                                                                           | Onthulling       | Type                    | Locatie                                | Plaats                                                           | Coördinaten                   | Foto                             |
| ------------------------------- | ---------------------------------------------------------- | -------------------------------------------------------------------------------------- | ----------------------------------------------------------------------------------- | ---------------- | ----------------------- | -------------------------------------- | ---------------------------------------------------------------- | ----------------------------- | -------------------------------- |
| 22                              | Monument op de R.K. begraafplaats                          | militairen in dienst van het Ned. Kon. 1940-1945                                       |                                                                                     |                  | reliëf                  | Kerkstraat, 5871                       | Broekhuizenvorst                                                 | 51° 29' 9" NB, 6° 9' 49" OL   |                                  |
| 23                              | Plaquette in de Sint-Annakapel                             | burgerslachtoffers                                                                     |                                                                                     |                  | plaquette               | Blitterswijckseweg 12, 5871 CE         | Ooijen                                                           | 51° 30' 31" NB, 6° 8' 55" OL  |                                  |
| 24                              | Plaquette in de Sint-Jozefkapel                            | verzet Nederland                                                                       |                                                                                     |                  | plaquette               |                                        | Broekhuizen                                                      | 51° 28' 49" NB, 6° 9' 12" OL  |                                  |
| 26                              | Monument bij de Sint-Nicolaaskerk                          | militairen in dienst van het Ned. Kon. 1940-1945                                       | Gemeentelijke Historische Kring                                                     |                  | overig                  |                                        | Broekhuizen                                                      |                               |                                  |
| 109                             | Feniks                                                     | militairen in dienst van het Ned. Kon. 1940-1945, burgerslachtoffers, verzet Nederland | Jérôme Goffin                                                                       | 9 september 1959 | beeld/sculptuur         | Kerkstraat 9, 5871 AP                  | Broekhuizenvorst                                                 | 51° 29' 43" NB, 6° 9' 28" OL  |                                  |
| 737                             | Verzetsmonument                                            | verzet Nederland                                                                       | Ir. J. van Griensven                                                                |                  | gedenkmuur              | Griendtveenseweg, 5966 PT              | America                                                          | 51° 26' 15" NB, 5° 57' 10" OL |                                  |
| 1253                            | Oorlogsmonument                                            | militairen in dienst van het Ned. Kon. 1940-1945, burgerslachtoffers, verzet Nederland | Ir. Jules Kayser (ontwerp), Firma Haegens en Martens (uitvoering)                   | 20 november 1947 | kapel                   | Kloosterstraat, 5961 GE                | Horst                                                            | 51° 25' 17" NB, 6° 8' 29" OL  |                                  |
| 1256                            | Herdenkingsmonument 40-45                                  | geallieerde militairen, burgerslachtoffers, verzet Nederland                           | Renaldus Rats (beeld), Appie Drielsma (zuil)                                        | 18 juni 1949     | zuil                    | Pastoor Vullinghsplein, 5971 CB        | Grubbenvorst                                                     | 51° 25' 10" NB, 6° 8' 54" OL  | Herdenkingsmonument 40-45        |
| 1343                            | Monument aan het Julianaplantsoen                          | burgerslachtoffers, verzet Nederland                                                   | M. Pijpers                                                                          | 4 mei 1946       | beeld/sculptuur         | Julianaplantsoen                       | Sevenum                                                          | 51° 24' 34" NB, 6° 1' 56" OL  |                                  |
| 1799                            | Monument voor Hanna van de Voort                           | verzet Nederland                                                                       | Elly van den Broek (23-07-1943)                                                     | 4 mei 1989       | beeld/sculptuur         | Hanna van de Voortplein, 5865 BH       | Tienray                                                          | 51° 29' 45" NB, 6° 5' 42" OL  |                                  |
| 1806                            | Sporen die bleven                                          | burgerslachtoffers                                                                     |                                                                                     |                  | plaquette               |                                        | Melderslo                                                        | 51° 27' 41" NB, 6° 5' 12" OL  | Sporen die bleven                |
| 2129                            | Verzetskruis                                               | verzet Nederland                                                                       | Leerlingen van de L.T.S. te Horst, o.l.v. leraren H. Peeters en H. Verberkt (kruis) | 15 augustus 1983 | kruis                   | Zwarte Plakweg, 5966 RH                | America                                                          | 51° 25' 37" NB, 5° 57' 7" OL  |                                  |
| 2130                            | Oorlogsmonument Griendtsveen                               | algemeen, burgerslachtoffers, overig                                                   |                                                                                     | 1945             | kruis                   | Lavendellaan, 5766 PP                  | Griendtsveen                                                     | 51° 26' 31" NB, 5° 54' 13" OL | Oorlogsmonument Griendtsveen     |
| 2131                            | Herdenkingskruis                                           | militairen in dienst van het Ned. Kon. 1940-1945                                       | Chr. van Rens (kruis), L. Hermans (voetstuk)                                        |                  | kruis                   | Langstraat, 5963 NT                    | Hegelsom                                                         | 51° 26' 9" NB, 6° 1' 44" OL   |                                  |
| 2132                            | Monument voor Derk van Assen                               | verzet Nederland                                                                       |                                                                                     |                  | plaquette               |                                        | Meterik                                                          | 51° 27' 19" NB, 6° 1' 30" OL  |                                  |
| 2259                            | Monument op het kerkhof van de parochie van de H. Theresia | burgerslachtoffers                                                                     | Piet Killaars                                                                       | 1 oktober 1948   | kruis                   | Meerweg 6, 5976 NT                     | Kronenberg                                                       | 51° 24' 55" NB, 6° 0' 3" OL   |                                  |
| 2321                            | Plaquette in het NS-station                                | burgerslachtoffers                                                                     | Ir. H.G.J. Schelling (ontwerp), H.J. Winkelman (uitvoering)                         |                  | plaquette               |                                        | Horst-Sevenum                                                    | 51° 27' 6" NB, 6° 3' 9" OL    |                                  |
| 2596                            | De Barmhartige Samaritaan in Horst                         | algemeen                                                                               | Daan Wildschut                                                                      |                  | beeld/sculptuur         | Dr. van de Meerendonkstraat 2, 5961 HZ | Horst                                                            | 51° 26' 52" NB, 6° 3' 21" OL  |                                  |
| 2811                            | Monument verzetsgroep de zwarte plak                       | verzet Nederland                                                                       |                                                                                     |                  | plaquette               |                                        | Griendtsveen                                                     | 51° 26' 37" NB, 5° 52' 45" OL |                                  |
| 2880                            | Sporen die bleven                                          | burgerslachtoffers                                                                     |                                                                                     | 4 mei 2005       | plaquette               | Pastoor Jeukenstraat, 5966             | America                                                          | 51° 26' 10" NB, 5° 58' 47" OL |                                  |
| 2887                            | Sporen die bleven                                          | burgerslachtoffers                                                                     |                                                                                     | 14 november 2004 | plaquette               | Veerweg                                | Broekhuizen                                                      | 51° 29' 12" NB, 6° 9' 54" OL  |                                  |
| 2892                            | Sporen die bleven                                          | burgerslachtoffers                                                                     |                                                                                     |                  | plaquette               |                                        | Evertsoord                                                       | 51° 24' 12" NB, 5° 57' 32" OL |                                  |
| 2896                            | Sporen die bleven                                          | burgerslachtoffers                                                                     |                                                                                     |                  | plaquette               |                                        | Grubbenvorst                                                     | 51° 25' 11" NB, 6° 8' 54" OL  |                                  |
| 2905                            | Sporen die bleven                                          | burgerslachtoffers                                                                     |                                                                                     | 21 november 2004 | plaquette               |                                        | Horst                                                            | 51° 27' 6" NB, 6° 3' 9" OL    |                                  |
| 2909                            | Sporen die bleven                                          | burgerslachtoffers                                                                     |                                                                                     |                  | plaquette               |                                        | Kronenberg                                                       | 51° 24' 55" NB, 6° 0' 3" OL   |                                  |
| 2912                            | Sporen die bleven                                          | burgerslachtoffers                                                                     |                                                                                     |                  | plaquette               |                                        | Lottum                                                           | 51° 27' 42" NB, 6° 9' 45" OL  |                                  |
| 2914                            | Sporen die bleven                                          | burgerslachtoffers                                                                     |                                                                                     |                  | plaquette               |                                        | Meerlo                                                           | 51° 30' 52" NB, 6° 5' 13" OL  |                                  |
| 2916                            | Sporen die bleven                                          | burgerslachtoffers                                                                     |                                                                                     |                  | plaquette               |                                        | Meterik                                                          | 51° 27' 19" NB, 6° 1' 30" OL  |                                  |
| 2925                            | Sporen die bleven                                          | burgerslachtoffers                                                                     |                                                                                     |                  | plaquette               |                                        | Sevenum                                                          | 51° 24' 43" NB, 6° 2' 13" OL  |                                  |
| 2926                            | Sporen die bleven                                          | burgerslachtoffers                                                                     |                                                                                     |                  | plaquette               |                                        | Swolgen                                                          | 51° 29' 32" NB, 6° 7' 1" OL   |                                  |
| 2927                            | Sporen die bleven                                          | burgerslachtoffers                                                                     |                                                                                     | 28 november 2009 | plaquette               | Stationslaan 4, 5865 AK                | Tienray                                                          | 51° 29' 44" NB, 6° 5' 34" OL  |                                  |
| 3056                            | Herrijzend Nederland                                       | algemeen                                                                               |                                                                                     |                  | gedenksteen             | Horsterweg 15, 5872 CC                 | Broekhuizen                                                      | 51° 28' 44" NB, 6° 9' 3" OL   |                                  |
| 3057                            | Sint-Joris en de draak                                     | geallieerde militairen                                                                 |                                                                                     | 29 oktober 1994  | gedenksteen             | Kerkhofstraat 1                        | Broekhuizen                                                      |                               | Meer afbeeldingen                |
| 3131                            | Lancaster-monument                                         | Geallieerde militairen                                                                 | Jos Poels (kast), Arnold Holl (grafisch ontwerp)                                    | 7 juni 2008      | overig                  | Heesweg                                | Meerlo                                                           | 51° 30' 6" NB, 6° 4' 44" OL   |                                  |
| 3457                            | NS-plaquette                                               | burgerslachtoffers                                                                     | Ir. H.G.J. Schelling (ontwerp), H.J. Winkelman (uitvoering)                         |                  | plaquette               | Kloosterstraat 1, 5866 AA              | Tienray                                                          | 51° 29' 44" NB, 6° 5' 33" OL  |                                  |
| 3483                            | Plaquette voor Hanna van de Voort                          | verzet Nederland                                                                       |                                                                                     | 5 mei 1957       | plaquette               | Spoorstraat 8, 5865 AH                 | Tienray                                                          | 51° 29' 42" NB, 6° 5' 31" OL  |                                  |
| 3686                            | Monument voor Lancaster II crash                           | geallieerde militairen                                                                 |                                                                                     | 26 mei 2012      | gedenksteen             | Meldersloseweg 141, 5962 AA            | Melderslo                                                        | 51° 27' 10" NB, 6° 4' 48" OL  | Monument voor Lancaster II crash |
| Dit oorlogsmonument op Wikidata | Herdenkingsmonument                                        | geallieerde militairen                                                                 | Werkgroep Vliegtuigmonument Mariaveen en Ruud van der Beele                         | 30 oktober 2021  | gedenksteen / sculptuur | (In het) Mariaveen                     | Evertsoord ( Bereikbaar via Helenaveen Koolweg / Kamp )          | 51° 24' 22" NB, 5° 55' 4" OL  | Herdenkingsmonument              |
|                                 | Stolpersteine                                              | vervolgden Nederland                                                                   | Gunter Demnig                                                                       |                  | plaquette               | Zie Stolpersteine in Horst aan de Maas | America, Broekhuizenvorst, Grubbenvorst, Horst, Sevenum, Tienray |                               |                                  |